# HMS Protector (2001)
HMS Protector – brytyjski okręt patrolowy, wykorzystywany przez Royal Navy jako lodołamacz, okręt badawczy i jednostka zaopatrzeniowa baz na Antarktydzie. Zbudowany na rynek cywilny w 2001 roku, jako „Polarbjørn”, do służby w Royal Navy wszedł w 2011 roku. 

## Historia
Budowa kadłuba „Polarbjørn” rozpoczęła się 30 września 2000 roku w litewskiej stoczni Western Shiprepair Yard. Po zwodowaniu jednostka została przeholowana do norweskiej stoczni Havyard Leirvik w celu dokończenia budowy. Jednostka została przekazana odbiorcy, firmie żeglugowej GC Rieber Shipping w październiku 2001 roku. Do jej głównych zadań miały należeć misje zaopatrzeniowe w rejonach Arktyki, a także wsparcie sektora wydobywczego offshore. W 2009 roku „Polarbjørn” operował w rejonie wybrzeży Norwegii poszukując nowych złóż ropy naftowej i gazu ziemnego. Od kwietnia 2011 roku, po remoncie i przebudowie został wydzierżawiony na trzy lata Royal Navy, gdzie nadano mu imię HMS „Protector”. Okręt miał być tymczasowym zastępstwem dla jednostki zaopatrzeniowej HMS „Endurance”. We wrześniu 2013 roku władze brytyjskie wykupiły okręt od dotychczasowego właściciela za 51 milionów funtów.

## Służba
Uroczysta ceremonia wejścia do służby HMS „Protector” odbyła się 23 czerwca 2011 roku, w 50 rocznicę wejścia w życie traktatu antarktycznego. W lutym 2012 roku okręt brał udział w akcji ratowniczej związanej z pożarem na terenie brazylijskiej stacji badawczej Comandante Ferraz położonej na Wyspie Króla Jerzego. W marcu i kwietniu 2012 operował w pobliżu brytyjskiej bazy Rothera, dostarczając tam min. paliwo lotnicze.
W listopadzie 2017 roku został skierowany przez Royal Navy do udziału w akcji poszukiwawczo-ratowniczej zaginionego argentyńskiego okrętu podwodnego ARA „San Juan”.